# Chaetopteridae
Chaetopteridae ist der Name einer Familie kleiner bis mittelgroßer röhrenbildender, als Filtrierer lebender Vielborster (Polychaeta), die in Meeren weltweit zu finden sind.

## Merkmale
Die Vielborster der Familie Chaetopteridae haben ein kleines, gerundetes Prostomium, an dem sich seitlich die beiden Nuchalorgane befinden, Antennen aber fehlen. Am Peristomium sitzen zwei sehr lange Palpen mit einer Längsrinne. Über den gesamten Rücken verläuft längs eine Wimpernrinne. Der zerbrechliche Körper der Chaetopteridae ist durch Größe und Gestalt der Parapodien in drei Abschnitte gegliedert: An den Parapodien der vorderen Segmente sitzen nur Notopodien, während die Parapodien im Mittelabschnitt verzweigt mit vorragenden borstenlosen Notopodien und Neuropodien sind. An den hinteren Segmenten ragen die Parapodien weniger heraus, und beide Lappen sind zugespitzt oder die Neuropodien als Tori ausgebildet. Cirren am Rücken, Bauch oder Pygidium fehlen ebenso wie Kiemen oder Aciculae. Die Borsten sind lanzettförmige Haare, vorn am 4. borstentragenden Segment modifizierte Stacheln und an den mittleren und hinteren Neuropodien Haken. Der vordere Körperabschnitt ist dorsoventral abgeflacht mit Drüsen am Bauch, die den Schleim für die Wohnröhre absondern. Mithilfe der Borsten am 4. borstentragenden Segment werden die Wohnröhren geschnitten. Das flügelartige Notopodium am 12. Segment im Mittelabschnitt der Tiere sondert Schleim ab, mit dem Nahrungspartikel aus dem Wasser eingefangen werden. Die vergrößerten Notopodien werden an die Röhrenwand gehalten und erzeugen hierdurch einen Wasserstrom.

## Verbreitung, Lebensraum, Lebensweise und Beispielarten
Die Chaetopteridae sind in Meeren gemäßigter und tropischer Breiten weltweit verbreitet. Sie leben in senkrechten oder u-förmigen Röhren, die sie in das Sediment oder auch in hartes Substrat am Meeresgrund bohren und mit verhärtendem Schleim auskleiden. Sie leben als Filtrierer, die mithilfe der am 12. Segment sitzenden flügelförmigen Notopodien ein Schleimnetz produzieren und hiermit Nahrungspartikel aus dem Meerwasser einfangen. Das Netz wächst bis zu einem Millimeter pro Sekunde und wird schließlich abgetrennt, wobei der Wasserstrom umgekehrt wird und mittels der rückenseitigen Wimpernrinne der Nahrungsballen zum Mund transportiert wird.
Chaetopterus variopedatus ist die am besten untersuchte Art, doch ist umstritten, ob in diese sämtliche Chaetopterus eingeschlossen werden sollen: In diesem Fall handelt es sich um eine weltweit vorkommende, kosmopolitische Art. Die Art baut ihre Röhren in Tiefen von der Gezeitenzone bis zum Kontinentalschelf in weichem Sediment, doch werden auch Röhren in faulendes Holz wie beispielsweise in Pfählen von Pieren gebohrt. Während die Röhren von Chaetopterus oft u-förmig sind, bohren die Würmer der anderen Gattungen verzweigte und unregelmäßige Tunnelsysteme, meist in weichem Substrat.

## Entwicklungszyklus
Die Entwicklung der Chaetopteridae verläuft wie bei den meisten Vielborstern über ein lang andauerndes frei schwimmendes Larvenstadium, das eine weite Verbreitung der Tiere und auf diese Weise kosmopolitische Arten ermöglicht. Die Larven haben eine tonnenartige Form mit ein oder zwei Wimpernreihen im Mittelabschnitt und einem großen Mundtrichter, womit sie von der typischen Trochophora abweichen, und gehören mit Längen von 0,4 mm bis 2,5 mm im Endstadium zu den größten unter den marinen Ringelwürmern. Die Metamorphose erfolgt nach Festsetzung der Larve am Meeresgrund, wobei die 15 Segmente der jungen Chaetopterus-Würmer durch Teilung einer bestehenden Anlage gebildet werden.

## Systematik
Molekulargenetische Untersuchungen von T. H. Struck und anderen 2011 legen nahe, dass es sich bei den Chaetopteridae um eine sehr basale Gruppe der Ringelwürmer handelt, die sich vor den Spritzwürmern abgespalten haben.
Zur Familie Chaetopteridae gehören folgende vier Gattungen mit rund 30 beschriebenen Arten:
- Chaetopterus Cuvier, 1830
- Mesochaetopterus Potts, 1914
- Phyllochaetopterus Grube, 1863 (einschließlich der synonymisierten Gattung Mesotrocha Leuckart & Pagenstecher in Leuckart, 1855)
- Spiochaetopterus M. Sars, 1856